# Chaui
Chaui (‘People in the Middle’, isto i Grand Pawnee), jedno od četiri plemena Pawnee konfederacije čija su se sela uvijek nalazila između Pitahauerata na istoku i Kitkehahkia na zapadu. U vijeću konfederacije njihove poglavice imali su istaknutije mjesto od poglavica ostalih Pawnee skupina.
Godine 1833. Chaui svoje zemlje južno od rijeke Platte prepuštaju SAD-u, a 1857. i na sjevernoj strani, a za njih je utemeljen rezervat na rijeci Loup River na današnjim okruzima Platte i Nance Nebraska.  Godine 1876. prodaju i taj rezervat, pa su preseljeni u Oklahomu gdje 1892. postaju građani SAD-a.
Po religiji se Chaui se nisu razlikovali od ostalih Pawnee skupina a u njezinom središtu je sveta lula, calumet.